# Кадыров, Абдулла Мурад оглы
Абдулла Мурад оглы Кадыров — советский хозяйственный, государственный и политический деятель.

## Биография
Родился в 1914 году в Шемахе. Член КПСС.
С 1938 года — на хозяйственной, общественной и политической работе. В 1938—1979 гг. — инженер, главный инженер ряда промышленных предприятий города Баку, директор Бакинского филиала института организации и механизации труда, директор завода, председатель Кишлинского райисполкома, директор завода им. лейтенанта Шмидта и Кишлинского машиностроительного завода, первый секретарь Наримановского райкома партии,
инструктор ЦК КПСС, инспектор Закавказского бюро ЦК КПСС, заведующий отделом организационно-партийной работы ЦК КП Азербайджана, первый секретарь Бакинского горкома партии, первый заместитель Председателя Госплана Азербайджанской ССР.
Избирался депутатом Верховного Совета СССР 7-го созыва, Верховного Совета Азербайджанской ССР 5-го и 9-го созывов. Делегат XXIII съезда КПСС.
Умер в Баку в 1979 году.